# 角堇菜
角堇菜（学名：Viola cornuta）是堇菜科堇菜属的多年生草本植物，原产西班牙东部、法国南部和安道尔。
角堇菜园艺应用较少，栽培中更常见是角堇菜与大花三色堇的杂交种——小花三色堇。二者的区别在于角堇菜的花朵为纯色，花瓣较窄，侧瓣略微朝下，而小花三色堇往往是杂色，并且花瓣更圆、稍微互相重叠，侧瓣向外或向上。
角堇菜染色体数为2n = 22。